# Tannay (Nièvre)
 Tannay  es una población y comuna francesa, en la región de Borgoña, departamento de Nièvre, en el distrito de Clamecy. Es la cabecera del cantón de su nombre.
Está integrada en la Communauté de communes La Fleur de Nivernais.
Forma parte del Camino de Santiago (Vía Lemovicensis).

## Demografía
| 727 | 746 | 741 | 699 | 667 | 584 |
| Para los censos de 1962 a 1999 la población legal corresponde a la población sin duplicidades (Fuente: INSEE [Consultar]) |     |     |     |     |     |